# Romantic Dreams
Romantic Dreams (Sueños románticos) es un álbum recopilatorio que abarca la carrera del dúo alemán Modern Talking desde 1984 hasta 1987, con canciones de sus primeros cinco álbumes. Fue lanzado al mercado en 1987 y tiene la particularidad de que no incluye ninguno de los cinco número uno que puso Modern Talking en la lista alemana. Fue editado bajo el sello BMG Berlin Musik y producido, compuesto y arreglado por Dieter Bohlen y coproducido por Luis Rodríguez. 

## Lista de canciones
| #   | Título                                                   | Duración |
| --- | -------------------------------------------------------- | -------- |
| 1.  | «Geronimo's Cadillac» (Dieter Bohlen)                    | 3:16     |
| 2.  | «Doctor For My Heart» (Dieter Bohlen)                    | 3:15     |
| 3.  | «Romantic Warriors» (Dieter Bohlen)                      | 3:55     |
| 4.  | «The Night Is Yours - The Night Is Mine» (Dieter Bohlen) | 5:31     |
| 5.  | «Diamonds Never Made a Lady» (Dieter Bohlen)             | 4:02     |
| 6.  | «Just We Two (Mona Lisa)» (Dieter Bohlen)                | 3:55     |
| 7.  | «Heaven Will Know» (Dieter Bohlen)                       | 4:00     |
| 8.  | «Sweet Little Sheila» (Dieter Bohlen)                    | 3:00     |
| 9.  | «There's Too Much Blue In Missing You» (Dieter Bohlen)   | 4:36     |
| 10. | «Hey You» (Dieter Bohlen)                                | 3:16     |
| 11. | «Angie's Heart» (Dieter Bohlen)                          | 3:36     |
| 12. | «Keep Love Alive» (Dieter Bohlen)                        | 3:20     |
| 13. | «Jet Airliner» (Dieter Bohlen)                           | 4:21     |
| 14. | «Wild Wild Water» (Dieter Bohlen)                        | 4:19     |
| 15. | «Love Don't Live Here Anymore» (Dieter Bohlen)           | 4:21     |
| 16. | «Lady Lai» (Dieter Bohlen)                               | 4:55     |

- Datos: Q81410